# Лопатино (Брестская область)
Лопатино (бел. Лапа́ціна; ранее — Лопатин) — агрогородок в Пинском районе Брестской области Беларуси. Административный центр Лопатинского сельсовета.

## География
Ближайшие населённые пункты Колбы, Хлябы и др.
Через агрогородок проходит автодорога Р-6.

### Гидрография
Недалеко река Стыр.

## Этимология
До 19 марта 2004 года — Лопатин.

## История

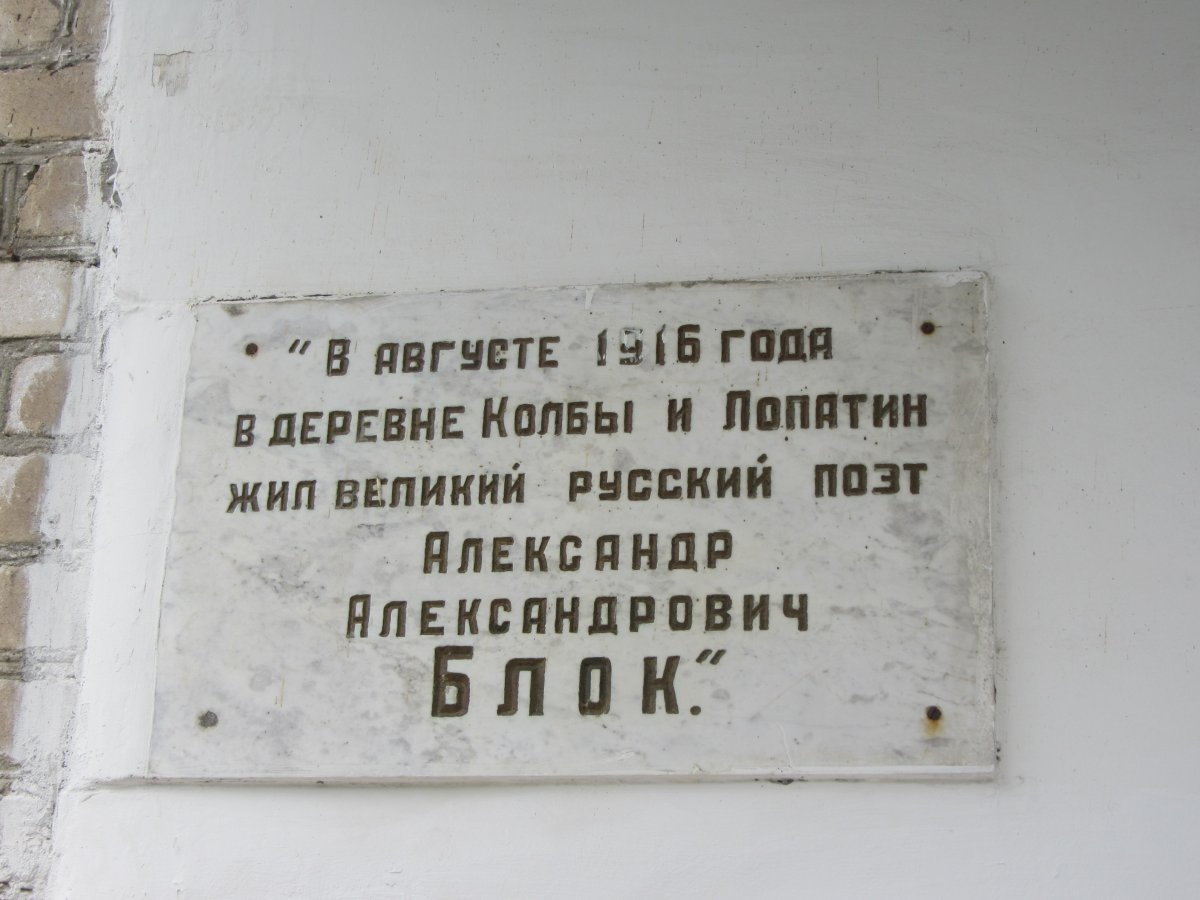
Памятная доска А. Блоку

В 1778 году в собственность Лопатинский удел получил подстароста и мечник Пинского уезда Матей Бутримович.
В 1886 году в Пинском уезде Лемешевичской волости Минской губернии; село бывшее владельческое, дворов 25, жителей 290, церковь православная.
В 1909 году в Пинском уезде Лемешевичской волости Минской губернии.
В 2008 году деревня Лопатино преобразована в агрогородок.

## Население

### Численность
- 2009 год — 405 жителей

### Динамика
- 1886 год — 290 жителей, 25 дворов (село)[3]
- 1909 год — 7 жителей, 1 двор (имение); 422 жителей, 54 двора (село)[3]
- 1999 год — 441 житель (перепись населения)
- 2009 год — 405 жителей (перепись населения)[3]

## Культура
- Дом культуры
- Библиотека-музей А. Блока[4][5]

## События и мероприятия
- Блоковские чтения

## Достопримечательность
- К северу от деревни можно найти фрагменты ставов, в том числе и несколько километров дамб, построенных для водного путешествия короля Станислава Августа Понятовского в Пинск, которые местные жители называют "бутримовичскими".
- Братская могила советских воинов[6].

### Памятник, скульптура
- На территории бывшей усадьбы Кристиново установлен памятный знак в честь М. Бугримовича.
- Памятная доска Александру Блоку.
- Памятник Герою Советского Союза Дмитрию Тремасову. Открыт в 2022 году, в День Независимости Республики Беларусь. Установлен у здания Дома культуры[7].

### Утраченное наследие
- Усадьба Кристиново.
- Церковь Святой Параскевы Пятницы — построена в 1775 году, уничтожена в 1944 году.